# Alexander Bay (Western Australia)
Alexander Bay ist eine Bucht an der Südküste des australischen Bundesstaates Western Australia. In der Bucht liegen die Inseln Ben Island und Inshore Island.
Alexander Bay ist 7,3 Kilometer breit und 2,1 Kilometer tief. Die Küstenlänge beträgt 9,5 Kilometer.  Die Bucht wird vom Alexander Point im Osten abgegrenzt. Im Westen und Osten liegen andere, unbenannte Buchten.